# Christopher Barry Cox
Christopher Barry Cox (* 29. Juni 1931 in London), häufig auch Barry Cox oder C. Barry Cox geschrieben, ist ein britischer Zoologe, Paläontologe und Sachbuchautor.

## Leben
Cox ist der Sohn von Herbert Ernest und May Cox, geborene Bell. Sein Vater war Staatsbeamter. 1953 erlangte Cox auf dem Balliol College der University of Oxford den Bachelor of Arts. 1956 wurde er auf dem St. John’s College der University of Cambridge zum Ph.D. promoviert. Von 1956 bis 1966 war er Dozent, von 1966 bis 1969 war er Hauptdozent, von 1969 bis 1976 außerordentlicher Professor und von 1976 bis 1996 war er Professor an der Abteilung für Zoologie am King’s College der University of London. Cox war Vizepräsident der Paleontological Association, Vorsitzender des Epsom-Ewell Consultative Committee und der Epsom Protection Society sowie Vizevorsitzender des Direktoriums der Epsom High School. Von 1959 bis 1960 war er Harkness Fellow des Commonwealth Fund der Harvard University. Cox war von 1961 bis 1996 das erste Mal verheiratet. Nach dem Tod seiner ersten Frau heiratete er 1998 erneut. Er hat zwei Söhne und eine Tochter. 
Cox unternahm paläontologische Expeditionen nach Zentralafrika (1963), in die argentinischen Anden (1967), ins nördliche Brasilien (1972) und nach Queensland in Australien (1978). 1969 beschrieb er die beiden Dicynodontier Zambiasaurus submersus und Sangusaurus edentatus aus Sambia.

## Schriften (Auswahl)
- 1969: Two New Dicynodonts from the Triassic Ntawere Formation, Zambia
- 1969: The Problematic Permian Reptile Eunotosaurus
- 1969: Prehistoric Animals. Hamlyn (mit Peter D. Moore und Ian Nevill Healey) (deutsch: Tiere der Vorgeschichte, Delphin Verlag, 1969)
- 1973: Biogeography: An Ecological and Evolutionary Approach (mit Peter D. Moore) (3. Auflage 1980, 8. Auflage 2010)
- 1976: Morphology and Biology of Reptiles (mit Angus d’A. Bellairs)
- 1976: The Prehistoric World. Franklin B. Watts, New York.
- 1988: Macmillan Illustrated Encyclopedia of Dinosaurs and Prehistoric Animals (mit Dougal Dixon, R. J. G. Savage und Brian Gardiner) (deutsch: Dinosaurier und andere Tiere der Vorzeit. Die grosse Enzyklopädie der prähistorischen Tierwelt, 1989)
- 1989: Collins Illustrated Encyclopedia of Dinosaurs and Prehistoric Animals. Collins, Australien
- 1989: Atlas of the Living World (mit Peter D. Moore und Philip Whitfield)
- 2002: Biomes and Habitats